# Gwendoline Konie
Gwendoline Konie, née le 9 octobre 1938 et morte le 14 mars 2009 est une poète zambienne, une diplomate et une femme politique. Elle est l'ambassadrice de son pays en Scandinavie, puis à l'Organisation des Nations unies et en Allemagne. Elle fonde son parti politique, le Parti social démocrate, et se présente à l'élection présidentielle de 2001 (en). À sa mort, elle fait l'objet d'obsèques nationales dans son pays.
Entre 1974 et 1977, elle est ambassadrice en Scandinavie (Suède, Danemark, Norvège et Finlande). Elle est plus tard ambassadrice en Allemagne.